# Marie Corelli
Marie Corelli, nome d'arte di Mary Mackay (Londra, 1º maggio 1855 – 21 aprile 1924), è stata una scrittrice e poetessa inglese.

## Biografia
Nata con il nome di battesimo di Mary Mackay, Corelli era la figlia illegittima di Charles Mackay, famoso giornalista, poeta ed autore di canzoni scozzese, e di Mary Elizabeth Mills, probabilmente la sua governante, che suo padre sposò quando lei aveva dieci anni, ma che seppe essere sua madre solo dopo la morte del padre. 
Nel 1866 venne inviata in un collegio a Parigi per la sua educazione e fece ritorno in patria quattro anni dopo.
Quando raggiunse l'età di trent'anni mutò il suo nome in Corelli che divenne il suo nome d'arte quando esordì nel mondo dell'arte come musicista, sostenendo di essere figlia di un conte italiano e di avere vent'anni. Dopo aver abbandonato la musica, iniziò a scrivere pubblicando il suo primo racconto nel 1886 dal titolo  A Romance of Two Worlds. Nonostante le sue opere divenissero molto popolari, vennero accolte molto aspramente dalla critica letteraria del tempo a causa di un eccessivo sentimentalismo e per un certo esagerato gusto per il melodrammatico.
In The Spectator, Grant Allen la definì «…una donna di deplorevole talento che credeva di essere un genio ed era accettata come genio da un pubblico, ai cui luoghi comuni sentimentali e pregiudizi ella dava un'affascinante ambientazione». James Agate la rappresentò come una «… combinazione dell'immaginazione di un Poe con lo stile di un'Ouida e la mentalità di una bambinaia.». Nonostante ciò ebbe celebri lettori che la elogiarono pubblicamente, come alcuni esponenti della Famiglia reale britannica e Winston e Randolph Churchill.
Nei suoi scritti fu particolarmente attenta a temi spirituali.

## Opere
- A Romance of Two Worlds (1886)
- Vendetta! (1886)
- Thelma (1887)
- Ardath (1889)
- Wormwood: A Drama of Paris (racconto, (1890))
- Barabbas - (1893)
- The Sorrows of Satan (1895)
- Cameos (1896)
- The Mighty Atom (1896)
- The Murder of Delicia (1896)
- Ziska (1896)
- Boy (1900)
- Jane (1900)
- The Master Christian (1900)
- Temporal Power: a Study in Supremacy (1902)
- God's Good Man (1904)
- Free Opinions Freely Expressed (1905)
- Holy Orders (1908)
- Life Everlasting (1911)
- The Innocent (1914)
- The Young Diana (1918)
- The Secret Power (1921)
- Love and the Philosopher (1923)

## Adattamenti cinematografici
Alcuni lavori di Marie Corelli sono stati utilizzati per adattamenti cinematografici.
- Da Thelma, romanzo del 1887:
  - Thelma prodotto dalla Thanhouser (1910)
  - Thelma prodotto dalla Selig Polyscope (1911)
  - A Modern Thelma di John G. Adolfi (1916)
  - Thelma di A.E. Coleby e Arthur Rooke (1918)
  - Thelma di Chester Bennett (1922)
- Da The Sorrows of Satan, romanzo del 1895:
  - L'angoscia di Satana (The Sorrows of Satan) di D.W. Griffith (1926)
- Da Wormwood: A Drama of Paris, racconto del 1890:
  - Wormwood, regia di Marshall Farnum (1915)
- Da The Young Diana, romanzo del 1918:
  - La giovane Diana di Albert Capellani e Robert G. Vignola (1922)